# Dimeriella hirtula
Dimeriella hirtula är en svampart som beskrevs av Speg. 1908. Dimeriella hirtula ingår i släktet Dimeriella och familjen Parodiopsidaceae.   Inga underarter finns listade i Catalogue of Life.